# Explosion par vaporisation

Mécanisme du boil over : 1. eau ; 2. vapeur ; 3. hydrocarbure ; 4. feu.

L'explosion par vaporisation, dite boil-over ou boilover, est un phénomène explosif qui peut se rencontrer dans les incendies d'hydrocarbures et des distillats en général. Ce phénomène peut apparaître lorsque de l'eau se trouve dans le fond d'un réservoir qui a pris feu. Cette eau peut être présente dans le bac à la suite de précipitations, dans le cadre de la lutte contre un incendie ou pour une autre raison. Du fait de la différence de densité entre l'eau et les hydrocarbures, l'eau s'accumule dans le fond du bac. En cas de feu dans le bac, la chaleur dégagée par l'incendie va chauffer l'eau jusqu'à ce que celle-ci se vaporise brutalement et remonte à la surface, projetant des gouttelettes d'hydrocarbure enflammées, sous la forme d'une boule de feu. Bien que la vaporisation de l'eau soit soudaine, le phénomène est à cinétique lente, la boule de feu n'apparaissant que plusieurs heures après le début de l'incendie de surface du bac.

## Déroulement

### Boil-over classique
Un boil-over classique peut se produire dans un bac contenant un mélange d'hydrocarbure visqueux, et une petite quantité d'eau. Un litre d'eau donne environ 1 700 litres de vapeur : ainsi, pour que le volume d'eau vaporisé puisse emplir le bac et que se produise le phénomène de boil-over, il suffit que le  volume de l'eau représente 1/1700e du total du bac. 
Le phénomène de boil-over est une conséquence possible d'un feu de bac. La flamme située à la surface du bac va apporter un flux radiatif qui va progressivement réchauffer le reste du bac. Pour certains mélanges de produits, cette propagation de la chaleur va conduire à une distillation : les composés les plus volatils se retrouvent en haut du bac, tandis que les plus lourds descendent dans le bac et forment alors une onde de chaleur, d'une température d'environ 200 °C. Si la vitesse de descente de l'onde de chaleur est supérieur à la vitesse de combustion présente dans le bac, ce front de chaleur finira par atteindre l'eau présente au fond du bac. À cet instant, l'eau se vaporise immédiatement. Ce volume de vapeur pousse l'hydrocarbure vers le haut de bac et l'expulse. Il y a formation d'une boule projetant des résidus enflammés tout autour du bac.
Ce phénomène n'est possible que si l'hydrocarbure est lourd et visqueux. La vapeur d'eau formée va agir sur le volume d'hydrocarbure qui forme un piston et va le projeter en l'air. Ainsi, le boil-over ne se réalise pas avec de l'essence ou tout hydrocarbure léger car la viscosité importante du produit reste une condition primordiale pour l'apparition du phénomène. Lorsque l'hydrocarbure est léger, l'eau vaporisée par l'onde de chaleur de l'incendie va pousser le liquide inflammable sous la forme de bulles qui vont projeter une partie seulement du liquide enflammé au-dehors du bac ou du récipient. On appelle ce phénomène le « slop over », il est nettement moins puissant que le boil-over. 
À noter aussi que la cinétique et le rayon de projection est proportionnelle au volume d'hydrocarbures contenus dans le bac : plus le volume est élevé, plus le rayon de projection est grand mais plus la cinétique est lente.

### Boil-over en couche mince
On distingue le boil-over pour les distillats lourds (fiouls lourds) du boi-over couche mince pour les distillats légers (gazole, fioul domestique). Dans le cadre du boil-over en couche mince, il n'y a pas de distillation : l’hydrocarbure en feu se consume en gardant une composition homogène, sans qu'aucune onde de chaleur ne se forme. Cependant, juste sous la surface enflammée, une mince couche de liquide présente une température supérieure à 100°C. Cette zone chaude se déplace vers le fond du bac à mesure que le produit se consume. Le contact entre cette zone chaude et l'eau conduit à la vaporisation brutale de cette dernière. La différence de ces deux phénomènes est le rayon de projection des hydrocarbures, et la projection du produit qui est plus faible dans le cas du boil-over en couche mince.

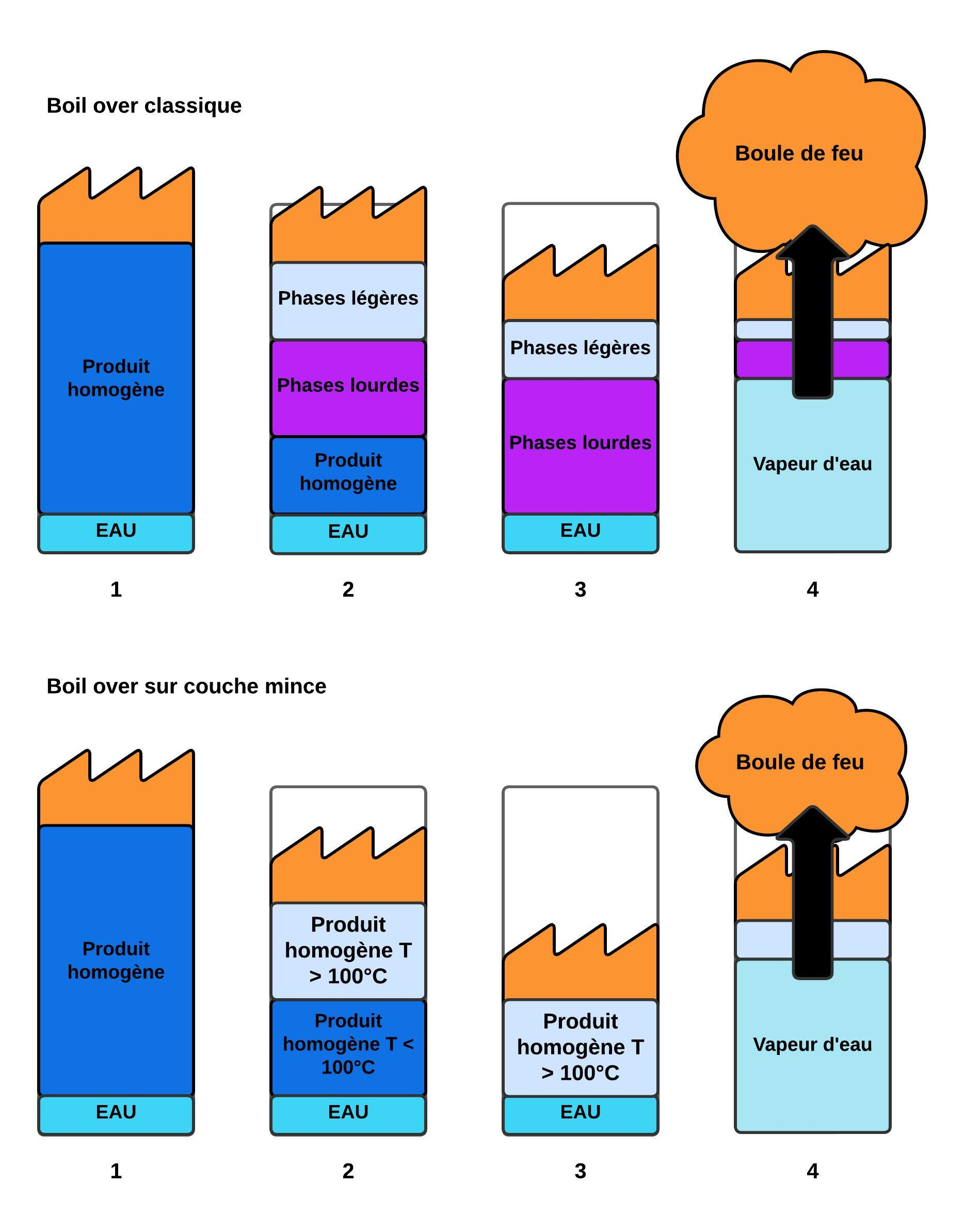
Comparaison entre un boil-over classique et un boil-over en couche mince. Dans le cas d'un boil over classique, le produit est distillé (en 2), et lorsque la phase lourde et chaude rentre en contact avec l'eau (en 3), celle ci se vaporise, soulevant le liquide restant par effet piston (représenté ici par une flèche noire). Ce liquide va être mis en suspension, ce qui va former une boule de feu (en 4). Dans le cas d'un boil-over sur couche mince, la couche de liquide juste sous la surface est chauffée (en 2), et va descendre à mesure que le liquide est brûlée (en 3). Lorsque cette couche entre en contact avec l'eau, un phénomène similaire à celui du boil-over classique est observé.

## Caractérisation des hydrocarbures

### PBO
Les caractéristiques permettant de déterminer si un mélange de produit peut être à l'origine d'un boil-over sont la plage de températures d'ébullition, qui doit classiquement s'étendre sur 60°C au delà de la température d'ébullition de l'eau, ainsi que la viscosité cinématique.
Le calcul du PBO (propensity to boil over) permet de déterminer si un liquide peut être à l'origine d'un boilover. Lorsque le PBO calculé est inférieur à 0,6 il n'y a pas de danger. Par contre lorsque celui-ci est supérieur à ce seuil, le boilover est possible.
avec :
- {\displaystyle \mathrm {T} _{\mathrm {{\acute {e}}b} }} : température d’ébullition moyenne du produit stocké (K) ;
- {\displaystyle \Delta \mathrm {T} _{\mathrm {{\acute {e}}b} }=\mathrm {T} _{\mathrm {{\acute {e}}b} }-393} (K) ;
- {\displaystyle \nu } : viscosité cinématique à 393 K (cSt).

| Hydrocarbure  | PBO   | Risque |
| ------------- | ----- | ------ |
| Brut lourd    | 6,76  | oui    |
| Brut moyen    | 4,24  | oui    |
| Gasoil/Diesel | 1,20  | oui    |
| Kérosène      | 0,53  | non    |
| Naphta        | 0,29  | non    |
| Essence       | -0,25 | non    |

### Type d'hydrocarbures et de boil-over
| Boil-over classique | Boil-over en couche mince | Hydrocarbure ne pouvant pas provoquer de boil-over |
| ------------------- | ------------------------- | -------------------------------------------------- |
| Fuel oil 2          | Jet A-1                   | Essence                                            |
| Brut léger          | Gazole                    | Produits miscibles avec l'eau                      |
| Brut lourd          | FOD                       |                                                    |

Un produit pur (ne comportant qu'une seule température d'ébullition) ne peut conduire à un boil-over classique, mais il peut conduite à un boil-over en couche mince.

## Accidents de boil-over en milieu industriel
Le phénomène de boil-over a été relativement peu observé au cours des dernières décennies, mais il s'agit néanmoins d'un phénomène très dangereux ayant conduit à plusieurs morts et des dégâts matériels important. Parmi les accidents répertoriés, on peut citer :
- Au cours de l'incendie d'un dépôt pétrolier au Royaume-Uni à Milford Haven en août 1983[2].
- Dans un incendie au port Édouard Herriot de Lyon en juin 1987. L'incendie accidentel d'un réservoir d'additif a projeté un bac de plusieurs tonnes à 200 m en l'air, la base du bac s'étant désolidarisée de son support. L'incendie qui en a résulté a enflammé un bac de stockage de gazole à proximité. Au bout de cinq heures et demie, le gazole explose et forme une boule de feu de 300 m de hauteur et de 200 m de largeur[3].